# Ганнес Агнарссон
Ганнес Агнарссон (фар. Hannes Agnarsson, нар. 26 лютого 1999, Торсгавн) — фарерський футболіст, нападник клубу «Б36 Торсгавн» та національної збірної Фарерських островів.

## Клубна кар'єра
Ганнес Агнарссон народився 1999 року в місті Торсгавн, та є вихованцем футбольної школи місцевого клубу «Б36 Торсгавн». У 2016 році Агнарссон розпочав грати основній команді клубу, в якій грав до 2022 року, взявши участь у 84 матчах чемпіонату. У 2022 році футболіст перейшов до данського клубу «Геллеруп», утім уже в цьому ж році повернувся до клубу «Б36 Торсгавн».

## Виступи за збірні
У 2014 році Ганнес Агнарссон дебютував у складі юнацької збірної Фарерських островів, загалом на юнацькому рівні взяв участь у 14 іграх, відзначившись одним забитим голом.
Протягом 2016—2020 років Агнарссон грав у складі молодіжної збірної Фарерських островів. На молодіжному рівні зіграв у 4 офіційних матчах.
У 2021 році Ганнес Агнарссон дебютував у складі національної збірної Фарерських островів. Станом на початок червня 2025 року зіграв у складі національної збірної 9 матчів, у яких забитими голами не відзначився.